# Kongijka rdzawa
Kongijka rdzawa (Deomys ferrugineus) – gatunek ssaka z podrodziny sztywniaków (Deomyinae) w obrębie rodziny myszowatych (Muridae), występujący w Afryce Środkowej.

## Zasięg występowania
Kongijka rdzawa występuje w środkowej Afryce zamieszkując w zależności od podgatunku:
- D. ferrugineus ferrugineus – dolny bieg rzeki Kongo.
- D. ferrugineus christyi – znany tylko z miejsca typowego w Poko, rzeka Uele, północna Demokratyczna Republika Konga.

Występuje również w Kamerunie, Gwinei Równikowej, Gabonie, Ugandzie, Rwandzie, Burundi i północno-zachodniej Tanzanii, ale przynależność podgatunkowa nie jest znana.

## Taksonomia
Rodzaj i gatunek po raz pierwszy zgodnie z zasadami nazewnictwa binominalnego opisał w 1888 roku brytyjski zoolog Oldfield Thomas nadając im odpowiednio nazwy Deomys i Deomys ferrugineus. Holotyp pochodził z dolnego biegu rzeki Kongo. Jedyny przedstawiciel rodzaju kongijka (Deomys).
Molekularne analizy filogenetyczne z 2001 roku obejmujące sekwencje nDNA oraz mtDNA oraz całkowitą hybrydyzację DNA-DNA sugerują, że Deomys nie należy do Dendromurinae, ale tworzy grupę siostrzaną z Acomys, Uranomys i Lophuromys. Autorzy Illustrated Checklist of the Mammals of the World rozpoznają dwa podgatunki.

## Etymologia
- Deomys: gr. δεω deō „wiązać, pętać”; μυς mus, μυος muos „mysz”[11].
- ferrugineus: łac. ferrugineus „rdzawy”, od ferrugo, ferruginis „rdza”, od ferrum „żelazo”[12].
- christyi: Cuthbert Christy (1863–1932), angielski lekarz, podróżnik i zoolog[13].
- poensis: Fernando Póo lub Fernando Pó (obecnie Bioko), Zatoka Gwinejska[14].

## Morfologia
Długość ciała (bez ogona) 109–150 mm, długość ogona 159–202 mm, długość ucha 23–27 mm, długość tylnej stopy 33–38 mm; masa ciała 40–77 g.

## Ekologia
Kongijka rdzawa występuje na terenach nizinnych i zabagnionych, żeruje w strumieniach w lasach nizinnych i górskich, chwytając owady i inne bezkręgowce, rzadziej jada rośliny.

## Populacja
Kongijka rdzawa żyje na rozległym obszarze, jej populacja jest stabilna, lokalnie bywa liczna. Występuje w kilku obszarach chronionych. Jest ona uznawana za gatunek najmniejszej troski.